# جايسون كروكر
جايسون كروكر (بالإنجليزية: Jason Croker)‏ هو لاعب دوري الرغبي أسترالي، ولد في 10 مارس 1973 في Crookwell, New South Wales ‏ في أستراليا.

## روابط خارجية
- جايسون كروكر على موقع ItsRugby.co.uk (الإنجليزية)